# Frank Wiley
Frank Earkett Wiley (Richmond, Virginia, 9 december 1949) is een Amerikaans componist, muziekpedagoog en dirigent.

## Levensloop
Wiley deed zijn muziekstudies voor orgel en compositie aan de Universiteit van North Carolina in Chapel Hill, waar hij zijn Bachelor of Music en zijn Master of Music behaalde. Zijn studies voltooide hij met het behalen van zijn Ph.D. en de promotie tot Doctor of Musical Arts aan het Cleveland Institute of Music en de Case Western Reserve University, beide in Cleveland, Ohio, waar hij onder andere bij Donald Erb en Riger Hannay compositie en Thomas Briccetti orkestdirectie studeerde.
Tegenwoordig is hij professor aan de School of Music van de Kent State University in Kent voor compositie, hedendaagse muziek en orkestdirectie. Verder is hij directeur en dirigent van het Kent State University New Music Ensemble en dirigent van het Kent State University Orchestra. Hij is ook dirigent van het koor van de United Methodist Church of Kent.
Zijn werken heeft hij voor orkest, harmonieorkest, kamerensemble, verschillende instrumentalisten, koor, stemmen, multimedia en elektronica gecomponeerd. Als componist kreeg hij talrijke prijzen en onderscheidingen, zoals de National Endowment for the Arts, van de Ohio Arts Council, de Bascom Little Fund van de Kent State University Research Council, prijzen van de American Society of Composers, Authors, and Publishers (ASCAP) en het American Music Center, verder de Cleveland Arts Prize for music composition in 1986 en de Kent State University’s Distinguished Teaching Award.

## Composities

### Werken voor orkest
- Abstracts
- Horizon

### Werken voor harmonieorkest
- 2004 Awakenings of Earth and Time

### Vocale muziek
- Some Hope Upon the Sky, voor sopraan en piano

### Kamermuziek
- 1974 Serenade, voor cello en harp
- 1982 For Alexander Calder, voor klarinet, trompet, harp, viool en cello
- 1988 Duo Concertante, voor viool en piano
  1. Andante dammatico
  2. Lento misterioso e lontano
  3. Cadenza 1: Piano
  4. Cadenza 2: Violin
  5. Allegro molto
- 1994 Star-Fall Dances, voor klarinet en marimba
- Caverns, voor tuba en piano
- Heraldings, voor twee trompetten
- Zephyrs, voor solo fluit

### Werken voor orgel
- 1973 Fantasia Super Bach, voor orgel met buisklokken en slagwerk

### Werken voor slagwerk
- 1989 The Magus, voor marimba
  1. Incantation
  2. Spectral Visions
  3. Exultation

### Elektronische muziek
- Music for Percussion and Tape